# Bob Miller
Robert Edwin "Bob" Miller (Louisville, Kentucky, 9 de julio de 1956) es un exjugador de baloncesto estadounidense que jugó una temporada en la NBA. Con 2,08 metros de estatura, jugaba en la posición de pívot. 

## Trayectoria deportiva

### Universidad
Jugó durante cuatro temporadas con los Bearcats de la Universidad de Cincinnati, en las que promedió 12,9 puntos y 9,1 rebotes por partido. En 1977 fue incluido en el mejor quinteto de la Big Sky Conference, y al año siguiente en el segundo. Es uno de los únicos cuatro Bearcats en conseguir más de 1000 rebotes en su carrera.

### Profesional
Fue elegido en la octogésimo quinta posición del Draft de la NBA de 1978 por Phoenix Suns, pero jugó en ligas menores hasta que en 1984 fichó por los San Antonio Spurs, con los que únicamente disputó dos partidos en los que promedió 2,0 puntos y 2,5 rebotes.

## Estadísticas de su carrera en la NBA

### Temporada regular
| Temporada | Edad | Equipo            | Liga | P | TIT | MIN | TC  | TCA | %TC  | 3P  | 3PA | %3P | TL  | TLA | %TL | R.OF. | R.DEF. | REB | ASIS | ROB | TAP | PER | FP  | PTS |
| 1983-84   | 27   | San Antonio Spurs | NBA  | 2 | 0   | 4.0 | 1.0 | 1.5 | .667 | 0.0 | 0.0 |     | 0.0 | 0.0 |     | 1.0   | 1.5    | 2.5 | 0.5  | 0.0 | 0.5 | 0.0 | 2.5 | 2.0 |
| Total     |      |                   | NBA  | 2 | 0   | 4.0 | 1.0 | 1.5 | .667 | 0.0 | 0.0 |     | 0.0 | 0.0 |     | 1.0   | 1.5    | 2.5 | 0.5  | 0.0 | 0.5 | 0.0 | 2.5 | 2.0 |